# Mistrzostwa Świata w Piłce Nożnej 1958 (składy)
Składy finalistów VI Mistrzostw Świata w Piłce Nożnej w 1958 rozgrywanych w Szwecji.
 Anglia
Trener: Walter Winterbottom
Tommy Banks, Peter Brabrook, Peter Broadbent, Bobby Charlton, Eddie Clamp, Ronnie Clayton, Alan A’Court, Bryan Douglas, Tom Finney, Johnny Haynes, Alan Hodgkinson, Eddie Hopkinson, Don Howe, Derek Kevan, Colin McDonald, Maurice Norman, Bobby Robson, Maurice Setters, Peter Sillett, Bill Slater, Bobby Smith, Billy Wright
 Argentyna
Trener: Guillermo Stábile
David Acevedo, Ludovico Avio, Norberto Boggio, Amadeo Carrizo, Omar Oreste Corbatta, Osvaldo Cruz, José Manuel Ramos Delgado, Pedro Dellacha, Federico Edwards, Ricardo Infante, Ángel Labruna, Francisco Lombardo, Norberto Menéndez, Eliseo Mouriño, Julio Musimessi, Alfredo Pérez, Eliséo Prado, Alfredo Rojas, Néstor Rossi, José Sanfilippo, Federico Vairo, José Varacka
 Austria
Trener: Josef Argauer i Josef Molzer
Leopold Barschandt, Hans Buzek, Robert Dienst, Bruno Engelmeier, Paul Halla, Josef Hamerl, Gerhard Hanappi, Ernst Happel, Walter Horak, Alfred Körner, Karl Koller, Walter Kollmann, Ernst Kozlicek, Paul Kozlicek, Herbert Ninaus, Ignaz Puschnik, Walter Schleger, Kurt Schmied, Helmut Senekowitsch, Karl Stotz, Franz Swoboda, Rudolf Szanwald
 Brazylia
Trener: Vicente Feola
José Altafini, Bellini, Castilho, de Sordi, Dida, Didi, Dino Sani, Djalma Santos, Garrincha, Gilmar, Joel, Mauro Ramos, Moacir, Oreco, Orlando, Pelé, Pepe, Nílton Santos, Vavá, Mário Zagallo, Zito, Zózimo
 Czechosłowacja
Trener: Karel Kolský
Jaroslav Borovička, Titus Buberník, Jiří Čadek, Břetislav Dolejší, Milan Dvořák, Jiří Feureisl, Kazimír Gajdoš, Jan Hertl, Václav Hovorka, Tadeáš Kraus, Josef Masopust, Pavol Molnár, Anton Moravčík, Gustáv Mráz, Ladislav Novák, Svatopluk Pluskal, Ján Popluhár, František Šafránek, Adolf Scherer, Viliam Schrojf, Imrich Stacho, Zdeněk Zikán
 Francja
Trener: Albert Batteux
Claude Abbes, Raymond Bellot, Stéphane Bruey, Bernard Chiarelli, Dominique Colonna, Yvon Douis, Just Fontaine, Kazimir Hnatow, Robert Jonquet, Raymond Kaelbel, Raymond Kopa, Maurice Lafont, André Lerond, Jean-Jacques Marcel, Roger Marche, Robert Mouynet, Célestin Oliver, Armand Penverne, Roger Piantoni, François Remetter, Jean Vincent, Maryan Wisniewski
 Irlandia Północna
Trener: Peter Doherty
Billy Bingham, Danny Blanchflower, Tommy Casey, Sammy Chapman, Fay Coyle, Willie Cunningham, Wilbur Cush, Derek Dougan, Len Graham, Harry Gregg, Tommy Hamill, Dick Keith, Sammy McCrory, Jimmy McIlroy, Alf McMichael, Peter McParland, Bertie Peacock, Roy Rea, Jackie Scott, Billy Simpson, Bobby Trainor, Norman Uprichard
 Jugosławia
Trener: Aleksandar Tirnanić
Vladimir Beara, Vujadin Boškov, Tomislav Crnković, Gordan Irović, Dražan Jerković, Srboljub Krivokuća, Dobrosav Krstić, Luka Lipošinović, Milorad Milutinović, Miloš Milutinović, Radivoje Ognjanović, Ilijaš Pašić, Aleksandar Petaković, Vlada Popović, Nikola Radović, Zdravko Rajkov, Ivan Šantek, Dragoslav Šekularac, Vasilije Šijaković, Novak Tomić, Todor Veselinović, Branko Zebec
 Meksyk
Trener: Antonio López Herranz
Jaime Belmonte, Carlos Blanco, Carlos Calderon, Manuel Camacho, Antonio Carbajal, Raúl Cárdenas, Jesús del Muro, Francisco Flores, Jaime Gómez, Carlos González, Crescencio Gutiérrez, Miguel Gutiérrez, Alfredo Hernández, Ligorio Lopez, Alfonso Portugal, Salvador Reyes, José Antonio Roca, Jorge Romo, Jaime Salazar, Guillermo Sepúlveda, Enrique Sesma, José Villegas
 Paragwaj
Trener: Aurelio González
Ignacio Achúcarro, Juan Agüero, Samuel Aguilar, Óscar Aguilera, Florencio Amarilla, Edelmiro Arévalo, José Aveiro, Eligio Echagüe, Luis Gini, Eligio Antonio Insfrán, Eliseo Insfrán, Cláudio Lezcano, Juan Lezcano, Ramón Mayeregger, Agustín Miranda, José del Rosario Parodi, Benigno Gilberto Penayo, Cayetano Ré, Jorge Lino Romero, Darío Segovia, Luis Silva, Salvador Villalba
 RFN
Trener: Sepp Herberger
Hans Cieslarczyk, Horst Eckel, Herbert Erhardt, Fritz Herkenrath, Rudi Hoffmann, Erich Juskowiak, Alfred Kelbassa, Bernhard Klodt, Heinrich Kwiatkowski, Hermann Nuber, Wolfgang Peters, Helmut Rahn, Günter Sawitzki, Hans Schäfer, Aki Schmidt, Karl-Heinz Schnellinger, Uwe Seeler, Georg Stollenwerk, Hans Sturm, Horst Szymaniak, Fritz Walter, Heinz Wewers
 Szkocja
Trener: Dawson Walker
Sammy Baird, Bill Brown, Eric Caldow, Robert Collins, Doug Cowie, John Coyle, Thomas Docherty, Bobby Evans, Willie Fernie, Harry Haddock, John Hewie, Stuart Imlach, Graham Leggatt, Dave Mackay, Ian Mc Coll, Jack Mudie, Jimmy Murray, Alex Parker, Archie Robertson, Alex Scott, Edward Turnbull, Tommy Younger
 Szwecja
Trener: George Raynor
Sven Axbom, Orvar Bergmark, Bengt Berndtsson, Reino Börjesson, Gunnar Gren, Bengt Gustavsson, Olle Håkansson, Kurt Hamrin, Ingemar Haraldsson, Åke Johansson, Henry Källgren, Nils Liedholm, Gösta Löfgren, Bror Mellberg, Prawitz Öberg, Ove Olsson, Sigvard Parling, Arne Selmosson, Agne Simonsson, Lennart Skoglund, Kalle Svensson, Tore Svensson
 Walia
Trener: Jimmy Murphy
Ivor Allchurch, Len Allchurch, Colin Baker, Tom Baker, Dave Bowen, John Charles, Mel Charles, Vic Crowe, Trevor Edwards, John Elsworthy, Ron Hewitt, Mel Hopkins, Cliff Jones, Ken Jones, Jack Kelsey, Ken Leek, Terry Medwin, Derrick Sullivan, Graham Vearncombe, Roy Vernon, Colin Webster, Stuart Williams
 Węgry
Trener: Lajos Baróti
József Bencsics, Pál Berendi, József Bozsik, László Budai, Dezső Bundzsák, Máté Fenyvesi, Zoltán Friedmanszky, Gyula Grosics, Nándor Hidegkuti, István Ilku, Béla Kárpáti, Antal Kotász, László Lachos, Sándor Mátrai, Tivadar Monostori, Károly Sándor, László Sárosi, Ferenc Sipos, Oszkár Szigeti, Ferenc Szojka, Lajos Tichy, Mihály Vasas
 ZSRR
Trener: Gawriił Kaczalin
Gierman Apuchtin, Władimir Bielajew, Walentin Bubukin, Jurij Falin, Gienrich Fiedosow, Giennadij Gusarow, Anatolij Iljin, Aleksandr Iwanow, Walentin Iwanow, Lew Jaszyn, Władimir Kiesariew, Konstantin Kriżewski, Boris Kuzniecow, Władimir Masłaczenko, Anatolij Maslonkin, Igor Netto, Łeonid Ostrowski, Siergiej Salnikow, Nikita Simonian, Wiktor Cariow, Jurij Wojnow, Wołodymyr Jerochin